# Poupinia hirsuta
Poupinia hirsuta is een krabbensoort uit de familie van de Poupiniidae. De wetenschappelijke naam van de soort is voor het eerst geldig gepubliceerd in 1993 door Guinot.